# Rendimento (economia)

In economia il rendimento di un'obbligazione è il tasso di interesse, determinato implicitamente dalla struttura dei pagamenti, che rende il valore attuale della successione di pagamenti (di cui fanno parte le cedole e il pagamento finale del valore nominale) esattamente pari al prezzo attuale.
Il rendimento è denominato più propriamente rendimento alla scadenza (o Yield To Maturity, YTM) per distinguerlo da altri tipi di rendimento. Il "rendimento finanziario" è l'utile di un investimento espresso in percentuale. 
Il rendimento alla scadenza di un investimento, (YTM), rappresenta il rendimento che l'investitore otterrebbe mantenendo il titolo acquistato in portafoglio fino alla sua naturale scadenza.

## Calcolo
Il Rendimento Totale (Total return) per un dato periodo, quando non vi sono flussi di liquidità, è immediato. Per calcolare il rendimento totale si utilizza la seguente formula:
{\displaystyle \eta _{T}={\frac {(M-I)}{I}}\cdot 100}
dove M (Montante) è il valore del portafoglio a scadenza, e I (Investimento) è il valore del portafoglio all'inizio del periodo. Questa formula rappresenta la variazione del valore di un portafoglio, comprese plusvalenze e reddito da capitale, in proporzione al valore dell'investimento. Questo calcolo non tiene conto di eventuali flussi o deflussi di liquidità (senza successivi investimenti, disinvestimenti, cedole o dividendi). Questo calcolo non tiene conto delle ritenute fiscali né della durata dell'investimento.
La formula del Rendimento Semplice (tiene conto della durata dell'investimento):
{\displaystyle \eta _{S}={\frac {I}{P}}\cdot {\frac {360}{N}}\cdot 100}
Dove P rappresenta il prezzo del singolo titolo, I gli interessi percepiti e N i giorni di durata dell'investimento.
I rendimenti sono confrontabili e possono essere sommati se si riferiscono allo stesso capitale iniziale o a uno stesso periodo di tempo. 
Spesso, il rendimento viene calcolato rispetto all'ultima capitalizzazione di uno strumento finanziario, ed è completamente sbagliato calcolare il rendimento totale come somma dei singoli rendimenti. Se ad esempio, investiti 10.000 euro in uno strumento finanziario, si registra prima un rendimento negativo del -50% e nel periodo successivo un rendimento del +70%, è sbagliato dire che complessivamente il titolo ha guadagnato il 20%, sommando i due rendimenti. Se perde il 50%, dopo il primo periodo varrà 5000 euro, al termine del secondo periodo avrà un incremento di valore pari al 70% di 5000 euro, complessivamente varrà 8500 euro (5000 e 3500 di incremento), e sarà inferiore al capitale iniziale, con un rendimento negativo.